# Megahertzia amplexicaulis
Megahertzia amplexicaulis är en tvåhjärtbladig växtart som beskrevs av A. S. George & B.P.M. Hyland. Megahertzia amplexicaulis ingår i släktet Megahertzia och familjen Proteaceae. Inga underarter finns listade i Catalogue of Life.